# Ван Тюйком, Михел
Михел ван Тюйком (нидерл. Michel van Tuyckom, 23 ноября 1954, Уккел, Бельгия) — бельгийский хоккеист (хоккей на траве), полевой игрок.

## Биография
Михел ван Тюйком родился 23 ноября 1954 года в бельгийском городе Уккел.
В 1976 году вошёл в состав сборной Бельгии по хоккею на траве на летних Олимпийских играх в Монреале, занявшей 9-е место. Играл в поле, провёл 5 матчей, забил 2 мяча в ворота сборной Аргентины.